# 威爾遜嶺
72°48′S 75°5′E / 72.800°S 75.083°E
威爾遜嶺（英語：Wilson Ridge）是南極洲的山嶺，屬於格羅夫山脈的一部分，處於哈丁山以北11公里，該山嶺由澳大利亞根據空中照片被繪入地圖。